# Севанский полуостров
Севанский полуостров (арм. Սևանի թերակղզի) — полуостров в Армении, в северо-западной части озера Севан. До падения уровня воды озера, полуостров имел статус острова.

## Достопримечательности
Здесь расположены:
- монастырь Севанаванк, духовная семинария Вазгенян,
- пристань,
- дача президента Армении, вертолетная площадка.

На полуострове строится пляж площадью 1.47 га. Площадь полуострова составляет около 0,95 км² и становится с годами всё меньше в связи с поднятием уровня воды озера.
В 921 году здесь произошла Севанская битва между армянскими войсками Ашота II Железного и арабскими войсками Саджидского эмирата.

## Галерея

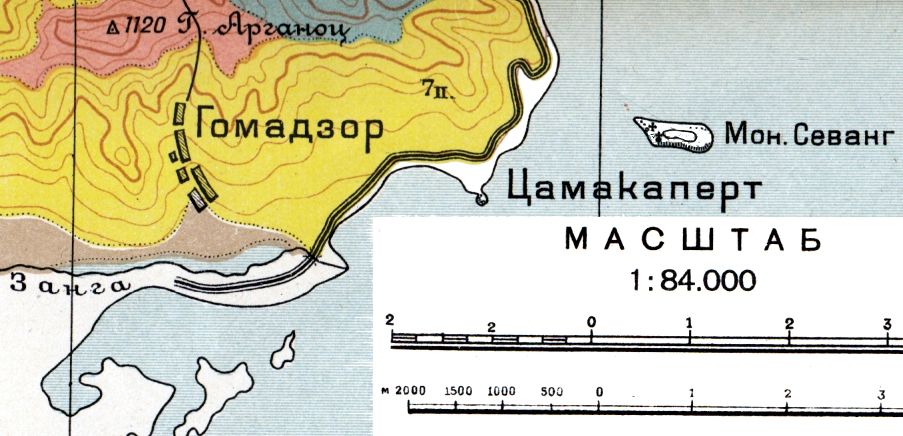
Остров Севан карта 1927 года
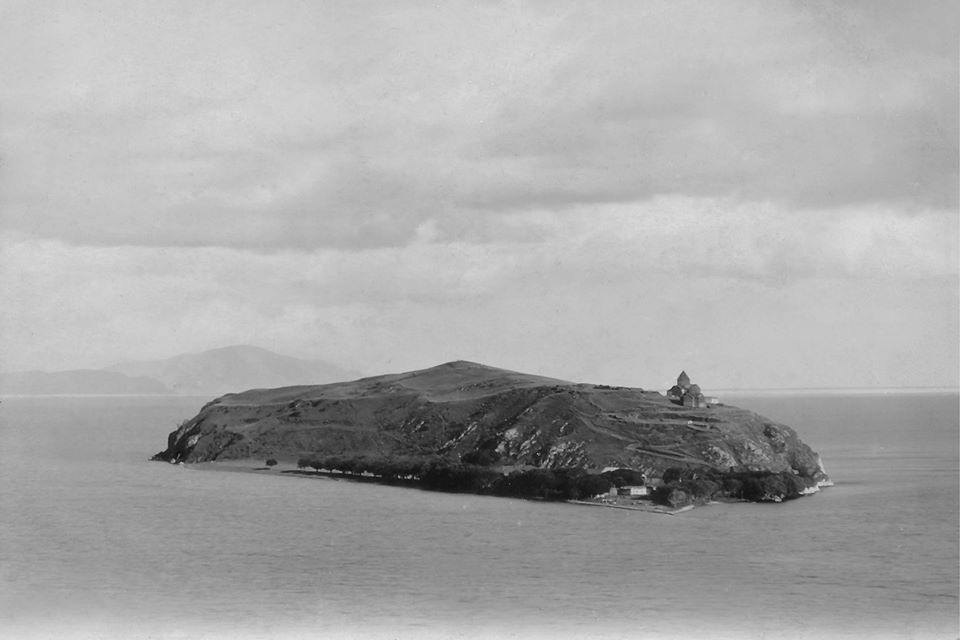
Остров Севан 1930-е года
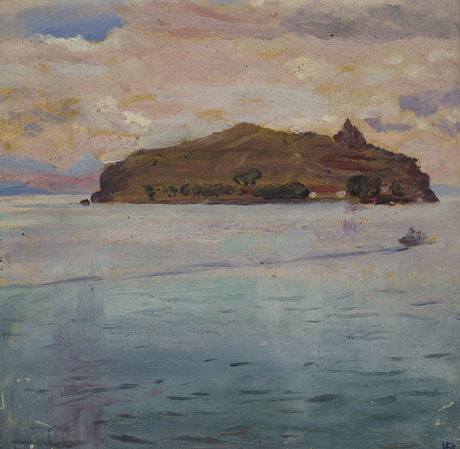
Е. Тадевосян, «Севанский остров», 1934 год
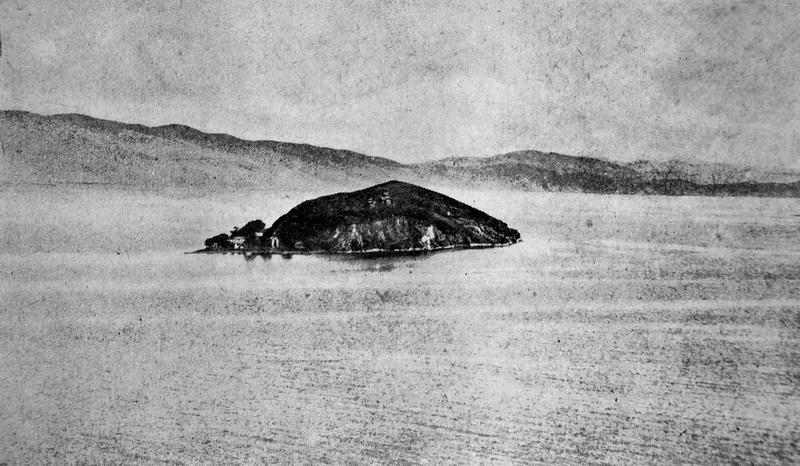
Остров Севан 1937 год
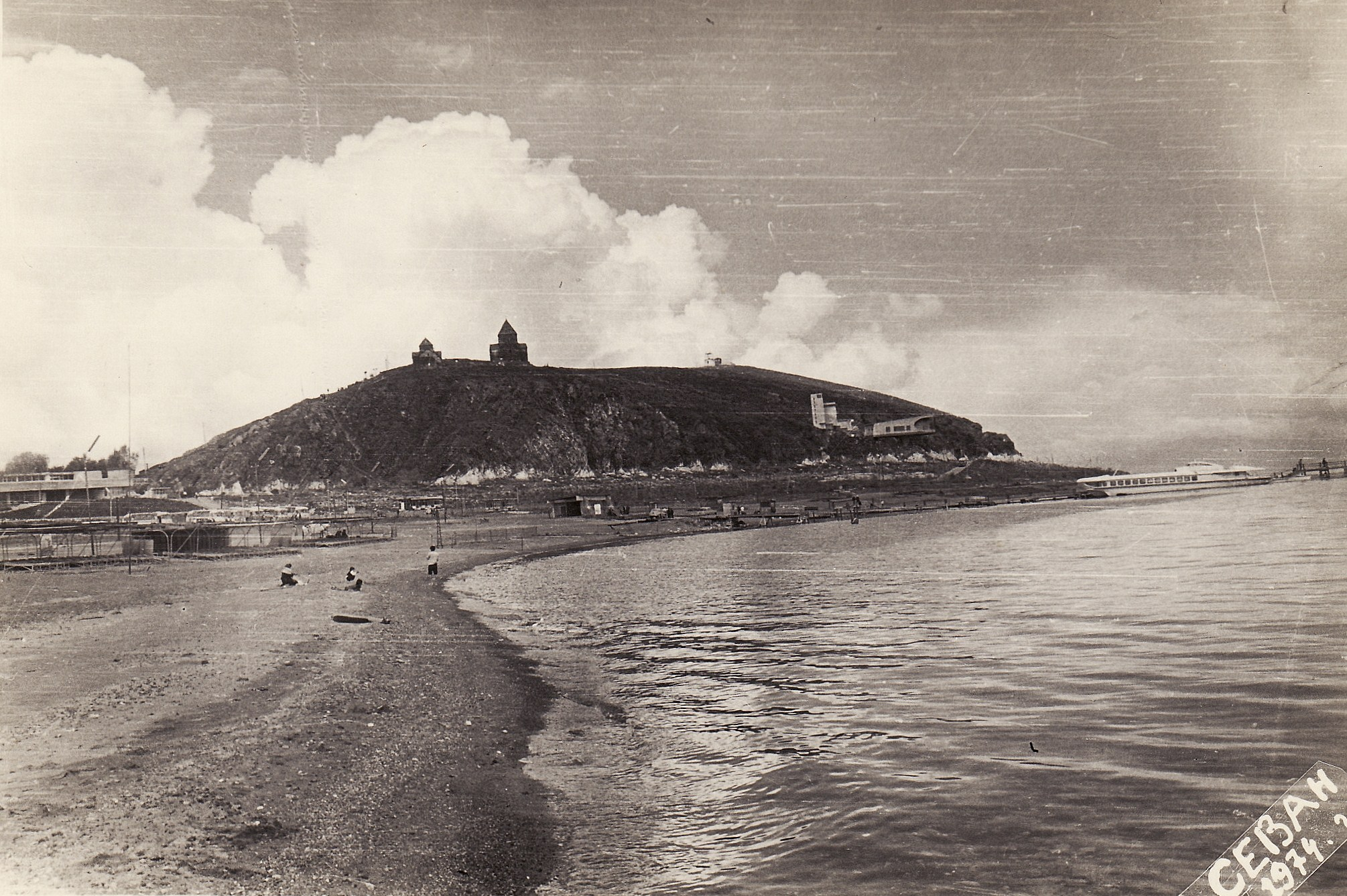
Остров Севан 1974 год
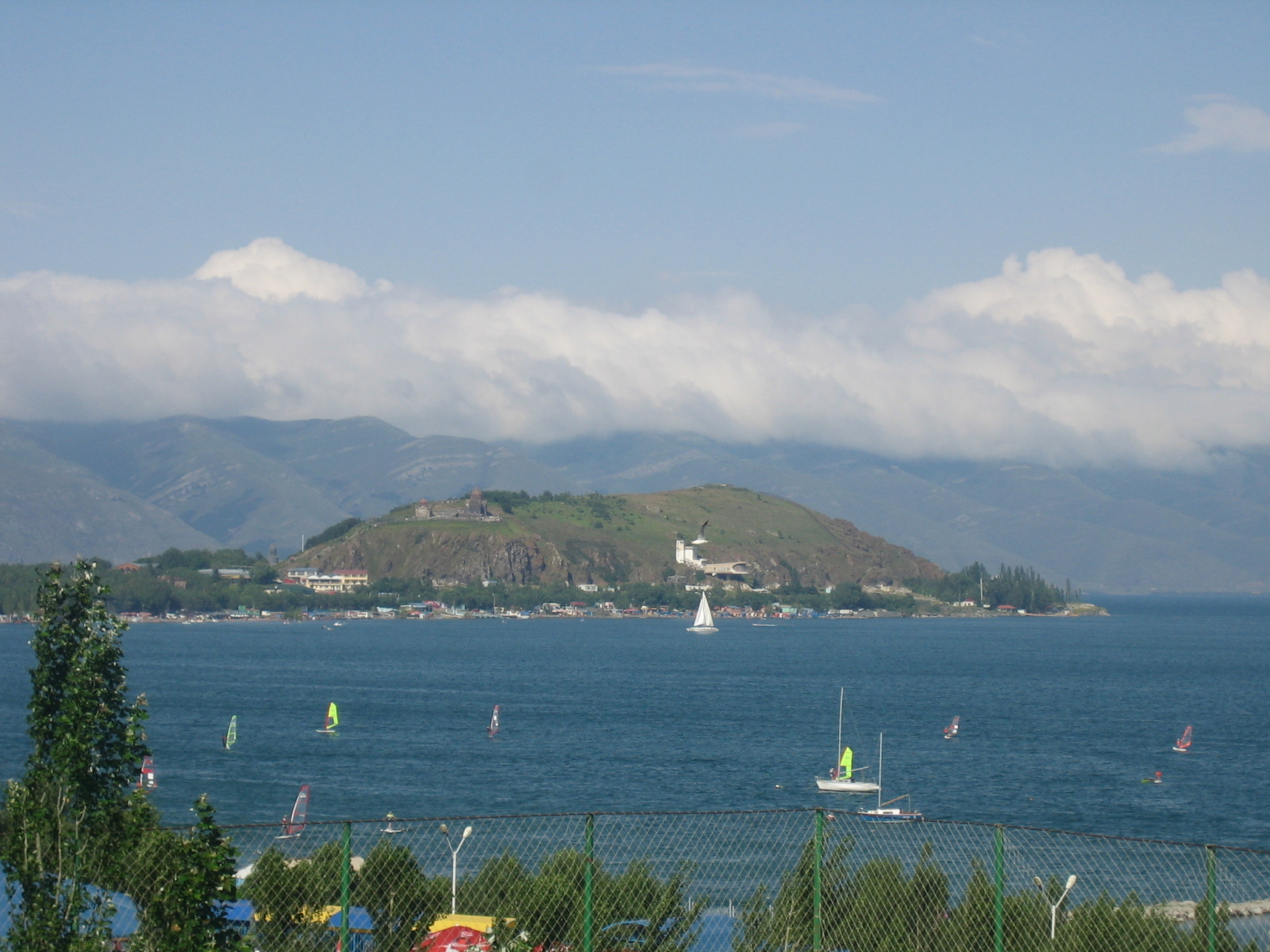
Полуостров Севан 2008 год
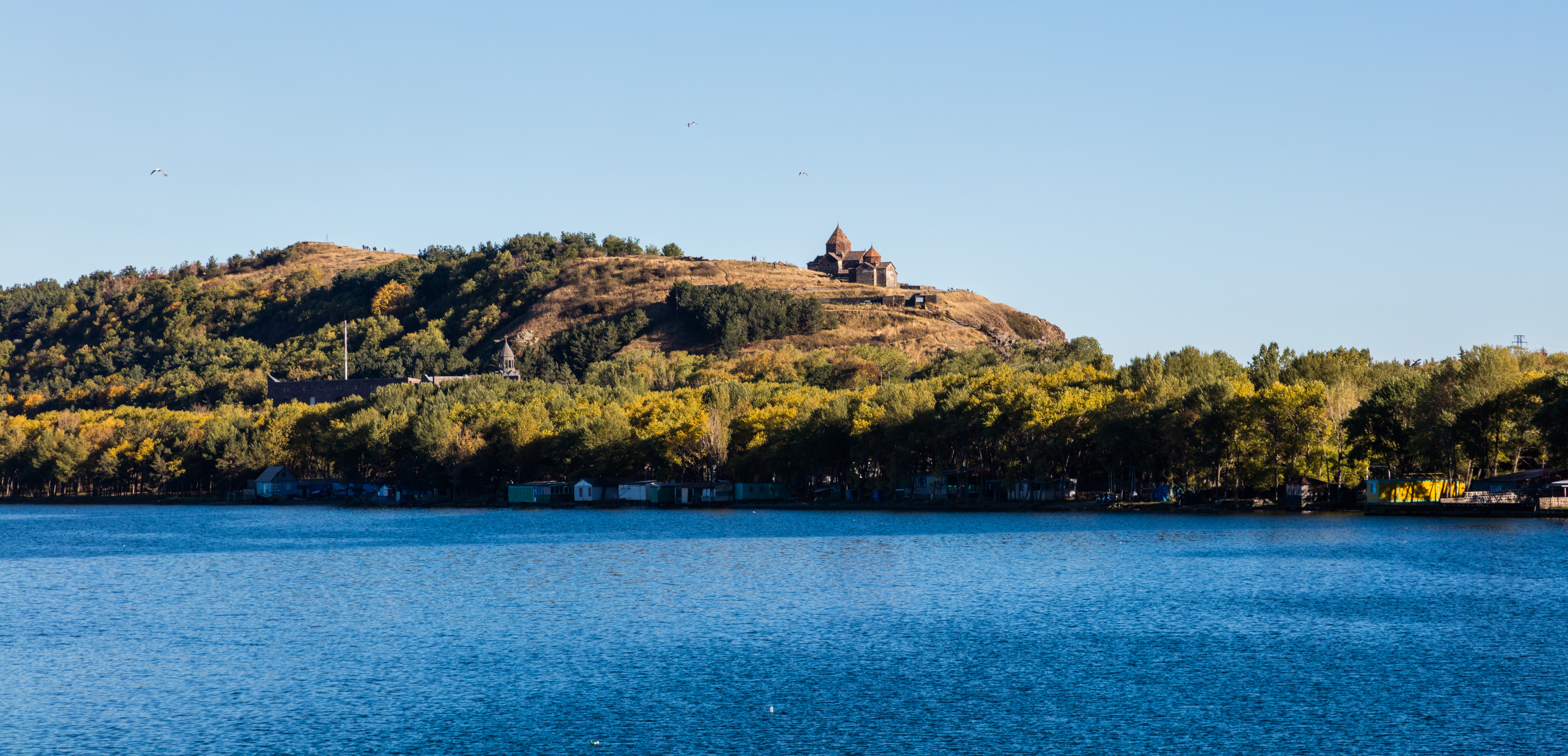
2016 год
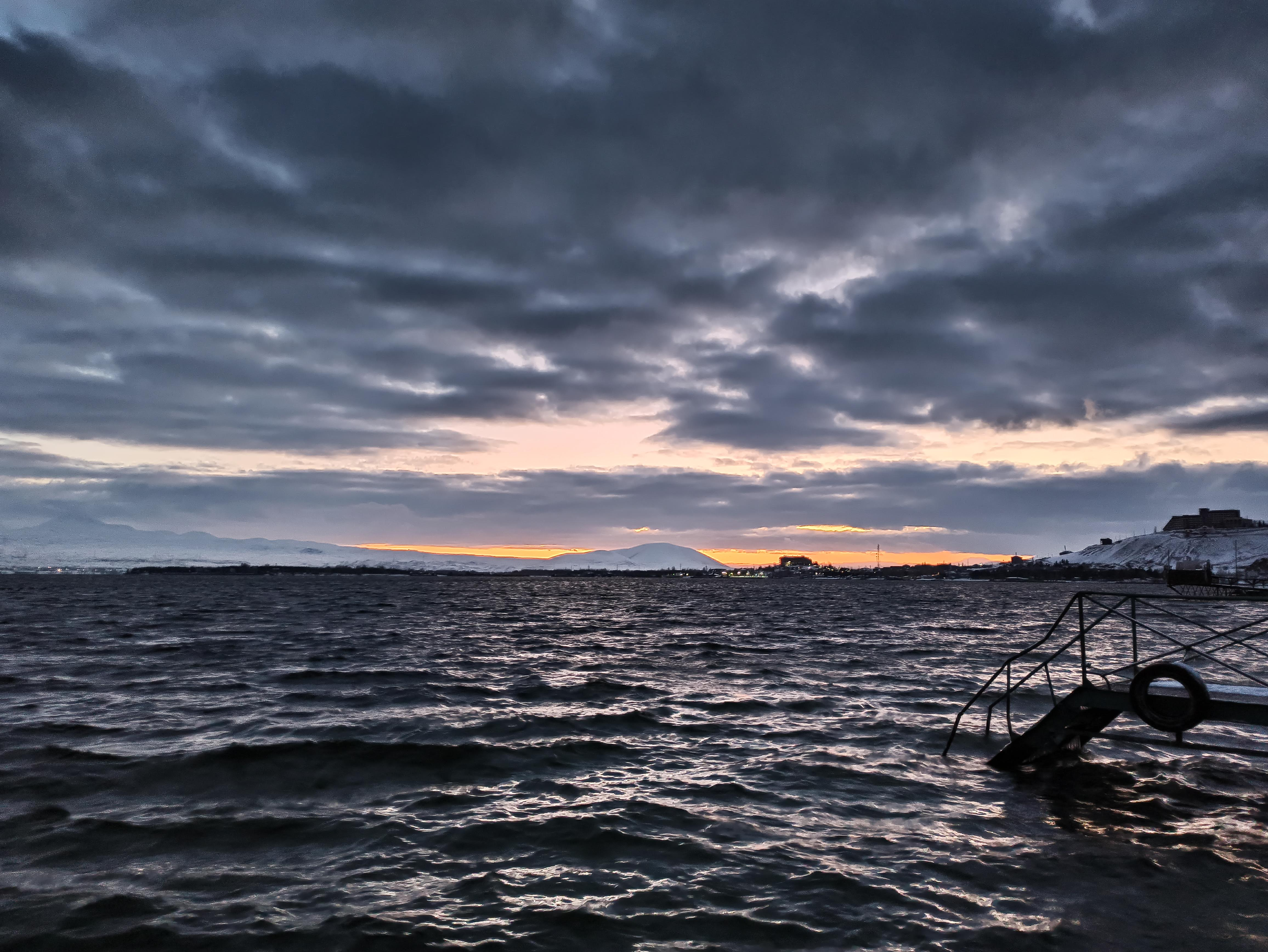
Вид на озеро 2020 год
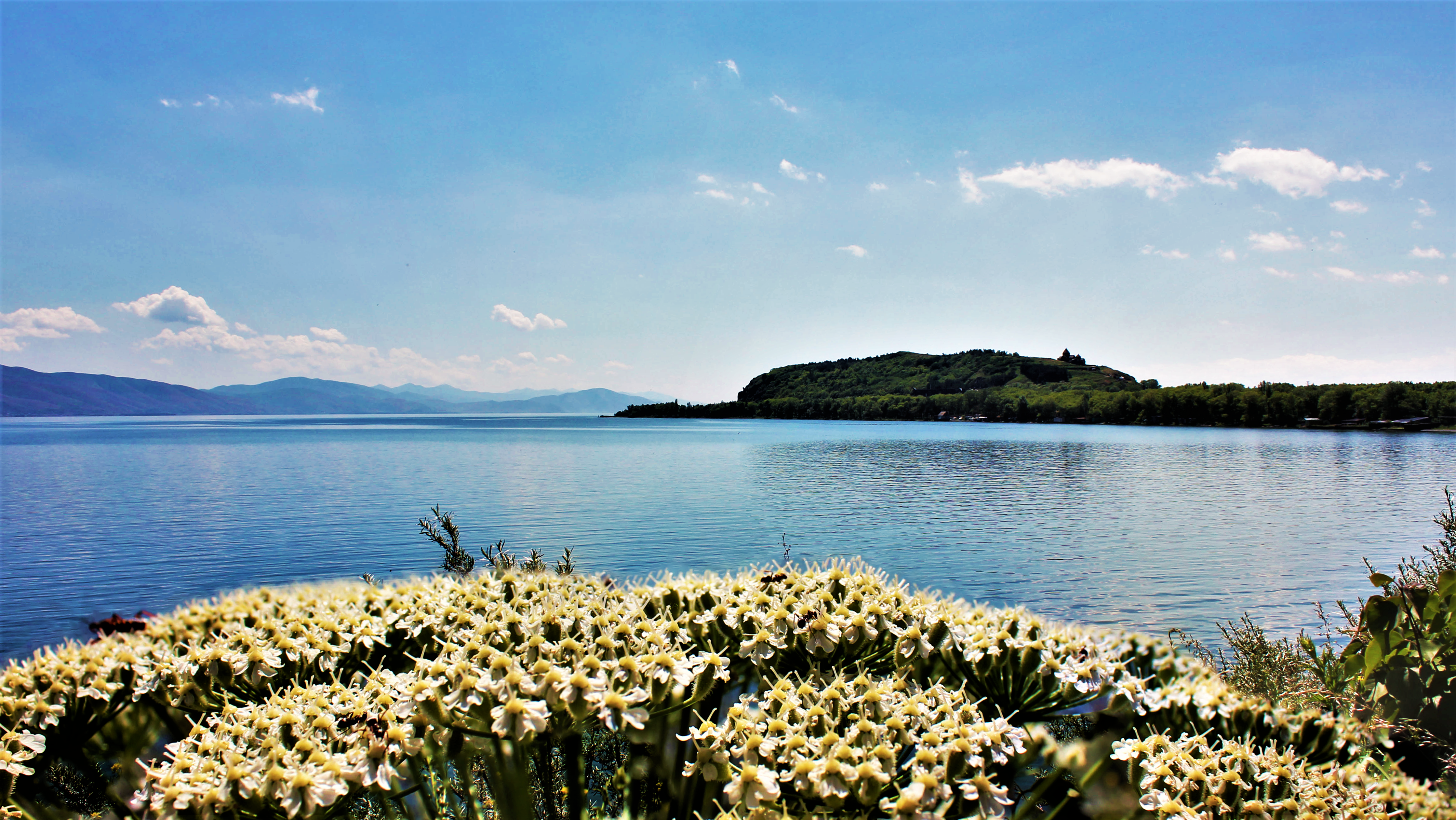
Полуостров 2021 год
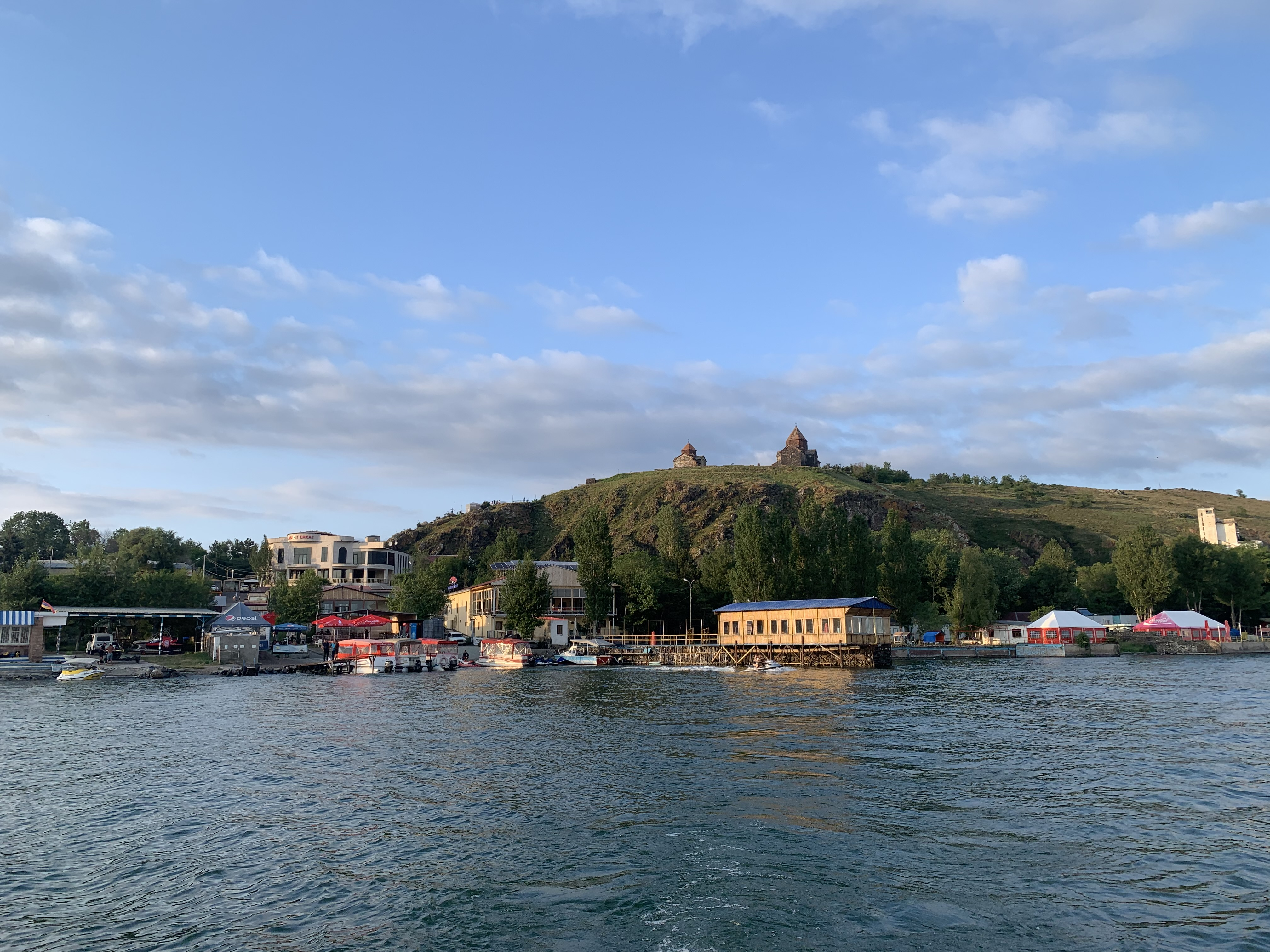
Полуостров 2022 год
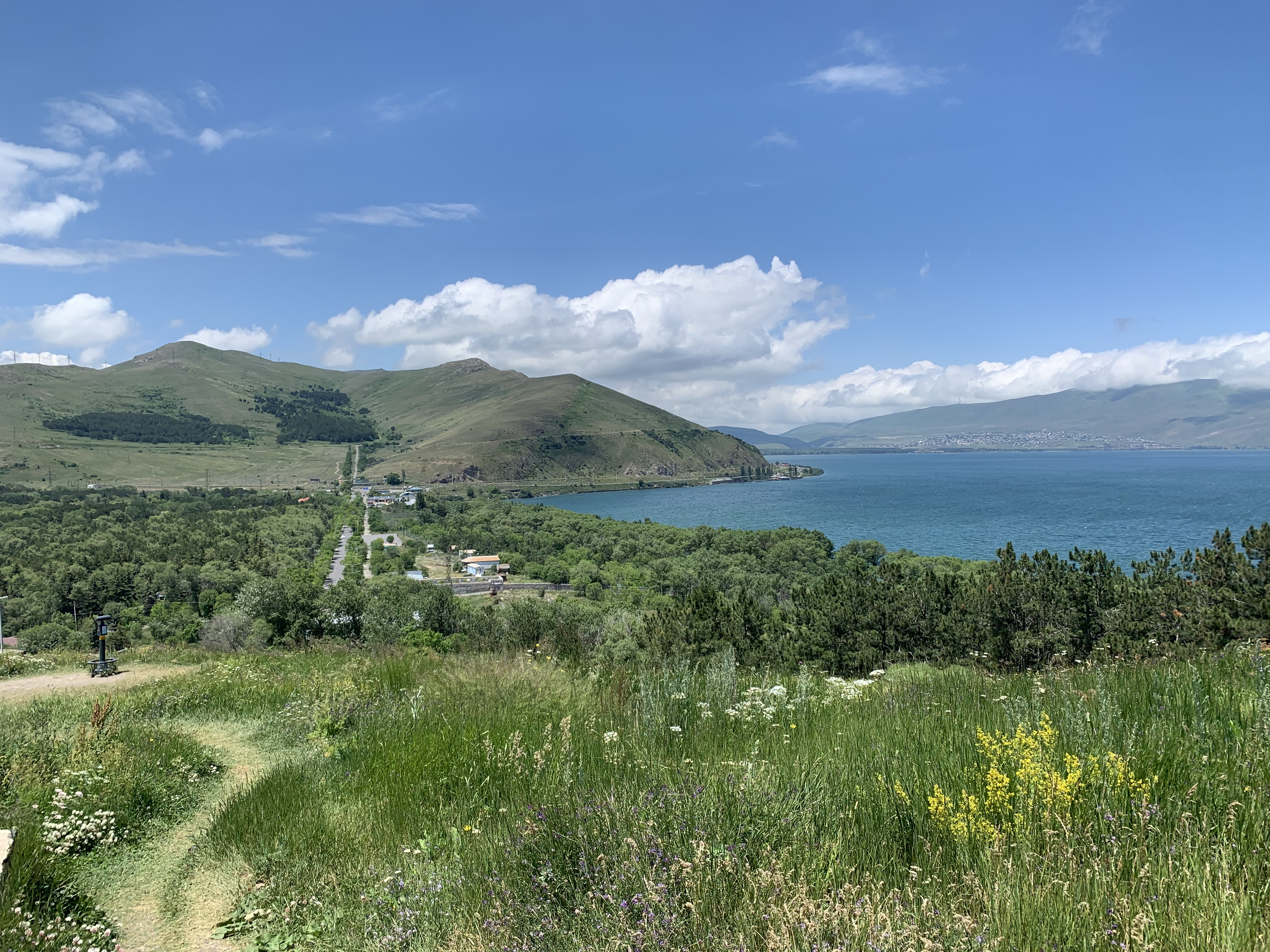
Полуостров 2022 год